# Jugendgemeinde
Eine Jugendgemeinde ist eine christliche Kirchengemeinde von Jugendlichen. Im Gegensatz zu einem Jugendgottesdienst stellt eine Jugendgemeinde mehr als nur einen Gottesdienst dar und umfasst auch weitere Angebote wie Freizeiten, Fortbildungen, Freizeitaktivitäten usw.
Eine Jugendgemeinde ist eine Lebensweltgemeinde wie zum Beispiel auch Studentengemeinden, die nur für einen bestimmten Lebensabschnitt relevant sind. Sie unterscheidet sich darin von Parochiegemeinden (Ortsgemeinden). Der Begriff Jugendgemeinde ist nicht deckungsgleich mit Jugendkirche, da hier oft nur eine Räumlichkeit oder ein Gottesdienst gemeint ist. Eine Jugendkirche arbeitet stark mit einer Raumaneignungskonzeption und ist eher programmorientiert. Eine Jugendgemeinde hingegen arbeitet beziehungsorientiert und versteht sich als geistliche Bewegung, die unabhängig von einem Gebäude in Erscheinung tritt.

## Ziele
Jugendgemeinden versuchen, ihr Angebot so zu gestalten, dass Jugendliche sich in ihrer Lebenswelt angesprochen fühlen. Sie sehen ihre Daseinsberechtigung in der Tatsache, dass viele Jugendliche sich von konventionellen kirchlichen Angeboten nicht angesprochen fühlen. Ein weiteres Ziel von Jugendgemeinden ist, Jugendlichen die Partizipation am Gemeindeleben nahezulegen: Auch leitende Positionen werden Jugendlichen anvertraut, was in vielen Parochiegemeinden noch eine Ausnahme darstellt. Außerdem sind Jugendgemeinden ein Versuch, Jugendliche unter dem Dach der Landeskirche zusammenzubringen.

## Kritik
Jugendgemeinden stehen in der Kritik, kurzsichtige Planung zu betreiben: eine Gemeinde auf eine bestimmte Altersgruppe zu beschränken führe dazu, dass Jugendliche, die aus der Jugendgemeinde herauswachsen, keinen Ersatz fänden und die Jugendgemeinde damit gescheitert sei, Jugendlichen eine Heimat im Glauben zu geben. Allerdings versuchen Jugendgemeinden durch verschiedene Angebote, Jugendlichen auch über die Altersgrenze hinaus zu einer geistigen Heimat zu verhelfen. Ob sie damit Erfolg haben, oder ob die Kritiker recht behalten, wird erst die Zukunft zeigen, da die Jugendgemeindebewegung noch vergleichsweise jung ist.

## Jugendgemeinden
- Jugendgemeinde DOMINO, Kirchheim/Teck
- Weigle-Haus, Essen
- Jesustreff, Stuttgart